# Akashagarbha

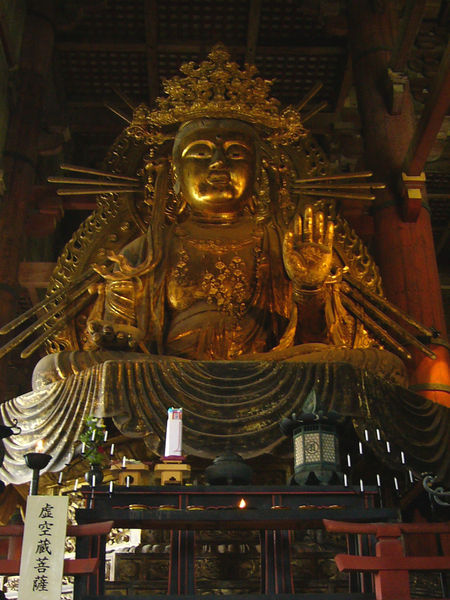
Kokuzo-Akasagarbha, Todaiji, Nara

Akashagarbha  (sk.Ākāśagarbha, ch : Xūkōngzàng púsà 虛空藏菩薩 ; ja : Kokûzô ou Akasha ; ti : Namkhai Nyingpo) est l’un des huit grands bodhisattvas du vajrayana et l’un des treize bouddhas de l’école tantrique japonaise Shingon. Son culte s’est maintenu principalement au Japon.

## Nom
Son nom est formé de ākāśa, « espace illimité », et de garbha, « matrice »; « embryon » ou « dépôt consacré dans un temple en construction ». Il s’interprète dans sa traduction chinoise, comme « magasin espace ». L'espace contient tout et elle-même est vide, ce vide est la vraie nature de la réalité, shunyata (śūnyatā), source et dépositaire de toutes les sagesses et toutes les vertus. Le Soutra de la grande assemblée  compare Ākāśagarbha à un homme riche qui ouvre sans retenue son trésor aux autres. Le bodhisattva est connu pour distribuer sans limite compassion et sagesse. Le terme ākāśa peut également être compris comme « espace céleste », par opposition à kṣiti, « terre ». Cette interprétation a donné naissance à la dyade Ākāśagarbha/Kshitigarbha qui connut une brève existence lors des débuts du bouddhisme au Japon. Le bodhisattva apparaît parfois sous d’autres noms au sens similaire à Ākāśagarbha: Gaganagarbha ou Khagarba en sanscrit, Xūkōngyùn púsà 虛空孕菩薩 en chinois et Kokûzô en japonais. La traduction Corbeille de Vacuité-Totale est utilisée par le bouddhisme Nichiren francophone.

## Origine et culte
Ākāśagarbha représente l’essence de l’éther et appartient sur les mandalas à la famille du ratna (joyau). Selon le Soutra d’Akashagarbha , on le prie vers l’est en attendant l’aube (aruņa) qui est sa manifestation. On dit aussi que la lune, le soleil et les étoiles sont ses manifestations. Compte tenu qu’une partie de son nom peut avoir le sens de « ciel », certains ont proposé de voir une divinité céleste ou stellaire à l’origine du bodhisattva.
Ce bodhisattva est associé à un rituel d'amélioration de la mémoire décrit dans le Soutra du bodhisattva Ākāśagarbha qui fut introduit au Japon durant la période Nara (645-794). De nos jours encore, nombreux sont ceux qui récitent son mantra dans l’espoir de revitaliser une mémoire défaillante. Sur l’île de Honshu, les enfants avaient l’habitude de rendre hommage à Kokuzo le jour de leurs treize ans pour solliciter l’amélioration de leurs capacités intellectuelles. On prie aussi Ākāśagarbha pour obtenir l’habileté manuelle ; il est considéré comme le patron des artisans.
En dehors de ses aspects utilitaires, le mantra de Kokûzô a aussi un effet spirituel. Il est récité pour développer la sagesse. Kukai, fondateur du bouddhisme Shingon, fit plusieurs fois son ascèse particulière, "le Goumanji" rituel de 100 jours consistant à répéter le mantra un million de fois dans l'isolement. À l'issue du 10e, il est dit que l'étoile de l'aube, que symbolise le bodhisattva, descendit se fondre en lui, lui apportant l'illumination.
Dernier sur la liste des Treize bouddhas du courant Shingon, Ākāśagarbha clôt aussi le cycle des rituels funéraires en présidant la dernière cérémonie commémorative 32 ans après le décès.
Ākāśagarbha a également une certaine importance dans le bouddhisme Nichiren. Le Seichō-ji (Kiyosumi-dera), temple où étudia le fondateur du courant, fut construit autour d’une statue de ce bodhisattva. Selon le Gosho, recueil de ses écrits, Nichiren vit un jour Kokûzô apparaître devant lui puis se changer en un vieux moine qui lui remit une perle de sagesse.

## Iconographie
Ākāśagarbha est l'un des premiers bodhisattvas parvenus au Japon et ses représentations y sont nombreuses. Il est en général représenté assis, tenant dans la main gauche une perle, dans la droite une épée, ou la droite fait le geste (mudrâ) de sans crainte, ou plus rarement celui de don. Comme celle de Manjushri, son épée représente la sagesse pourfendant l’ignorance. Une fleur surmontée du « joyau qui exauce les vœux » l'accompagne ou la remplace.
Il existe un ensemble de cinq Ākāśagarbha qui sont ses émanations. Ils représentent ses cinq types de sagesse et s’ordonnent selon les orientations comme les cinq bouddhas de méditation. Un exemple particulièrement remarquable est celui du temple To-ji de Tokyo, importé de Chine au IXe siècle.

## Mantra
Voici le mantra du bodhisattva Ākāśagarbha permettant d'améliorer la mémoire et pratiqué durant le rituel de gumanji :
Namo Ākāśagarbhāya! Oṃ ārya kamari mauli svāhā!